# Хортон, Уильям Томас
Уильям Томас Хортон (англ. William Thomas Horton, род. 27 июня 1864 г. Брюссель — ум. 19 февраля 1919 г. Хов, Великобритания) — английский художник, архитектор, иллюстратор и график, эзотерик и мистик. Был приверженцем символизма в искусстве, свои произведения создавал в стиле модерн.

## Жизнь и творчество
Родился в Бельгии, в английской семье, много путешествовавшей по странам Европы. В детском возрасте с родителя\ми вернулся в Англию. Семья поселилась в Брайтоне, где юный Уильям окончил школу. Продолжал своё образование, изучая архитектур будучи учеником при одном из бристольских архитекторов. В 1887 году учится королевской академии архитектуры в Лондоне. В 1890 году создаёт проект здания театра, удостоившегося премии. В то же время молодой человек не имел склонности к занятиям архитектурой и стремился посвятить своё время литературному творчеству. Желая получить компетентный совет, он обращается с такой просьбой к известному английскому писателю Томасу Харди. Последний посоветовал Хортону продолжить совершенствовать себя в архитектуре, а способности на почве литературного творчества использовать для создания книги об архитектуре Франции. В 1893 году Хортон отурывает свою архитектурную фирму, но она разоряется через два месяца.
В 1890 -е годы Хортон создаёт в Суффолке местный литературный журнал. Он живёт в небольшом городке южнее Лондона и работает как литератор и художник. Среди его друзей можно увидеть Роджера Ингпена, поэта Уильяма Б. Йейтса, Уолтера де ла Маре, художника Обри Бёрдсли, участвует в дискуссиях-обсуждениях различных литературных произведений, в том числе новых романов Герберта Уэльса, по проблемам духовной жизни, мистики, участвует в спиритуалистических сеанса. Участвует в декадентских поэтических группах, где изучаются поэзии Франсуа Вийона, Теофиля Готье, Бодлера и других французских символистов, графика Александра Стейнлена. В 1896 году Хортон живёт в Лондоне, снимая квартиру вместе с У. Б. Йейтсом и Артуром Саймонсом.
Свои работы, в первую очередь графические, Уильям Хортон создаёт — как он считает — под влиянием оккультизма. Он всерьёз интересуется спиритизмом и различными современными ему мистическими учениями. В марте 1896 года йейтс вводит его в масонскую ложу «Герметического порядка золотого Рассвета», однако Хортон недолго оставался ей членом, так как ьл для соответствия требованиям недостаточно религиозен.сам он долго не мог определиться в своём вероисповедании, колеблясь между традиционным англиканством и католицизмом. однако незадолго перед смертью, в январе 1919 года всё-таки принял католичество.
Во время одной из своих поездок в Лондон для изучения литературы по оккультизму, Хортон в 1905 году в Британской библиотеке знакомится с Эми Локе, девушкой, которую называл «женщиной необычайных способностей». Локе также была членом оккультных групп, посещала спиритические сеансы, увлекалась мистикой. Она соответствовала представлением Хортона о том, какой должна быть «идеальная женщина». До своей смети в 1916 году в возрасте 35 лет от инфекции Эми оставалась с Уильямом, их любви посвятил своё стихотворение У. Б. Йейтс. После этого страшного для него события Хортон впал в депрессию, чувствовал себя особенно одиноким и потерянным. В 1918 году его сбивает автомобиль, состояние здоровья резко ухудшается и с октября 1918 года он живёт у сестры, в городке Хов. В декабре того же года он пишет пиьмо Роберту Ингпену, где сообщает о своём сильном истощении, и в феврале 1919 года умирает.
Первые свои графические работы — гравюры «Три видения», сопровождаемые цитатами из Библии — Уильям Хортон публикует в 1896 году в журнале «Савой» (The Savoy). Эти публикации открыли ему двери в лондонские салоны, где собирались известные художники и художественные критики. Его произведения появляются в ряде других художественных и литературных журнала — таких, как The Dome, The Poster, The Studio, The Stationieren, Printer and Fancy. Он печатается также в оккультной прессе и как книжный иллюстратор. Художественным директором «Савоя» в то время был молодой Обри Бердсли, товарищ Хортона. Графические работы обоих очень близки по тематике и художественному исполнению. Оба были сторонниками декаданса в искусстве, оба находились под влиянием оккультизма. Однако произведения Хортона сильнее пронизывает чувство одиночества, изоляции, бессилия человека перед неотвратимостью судьбы. Работы Хортона — как правило чёрно-белые. Среди его книжных иллюстраций следует назвать в первую очередь — сделанные по произведениям Уильяма .Б.Йейтса, Эдгара А. По, Генри Р.Хаггарда, а также для сказок и рассказов для детей.

### Галерея

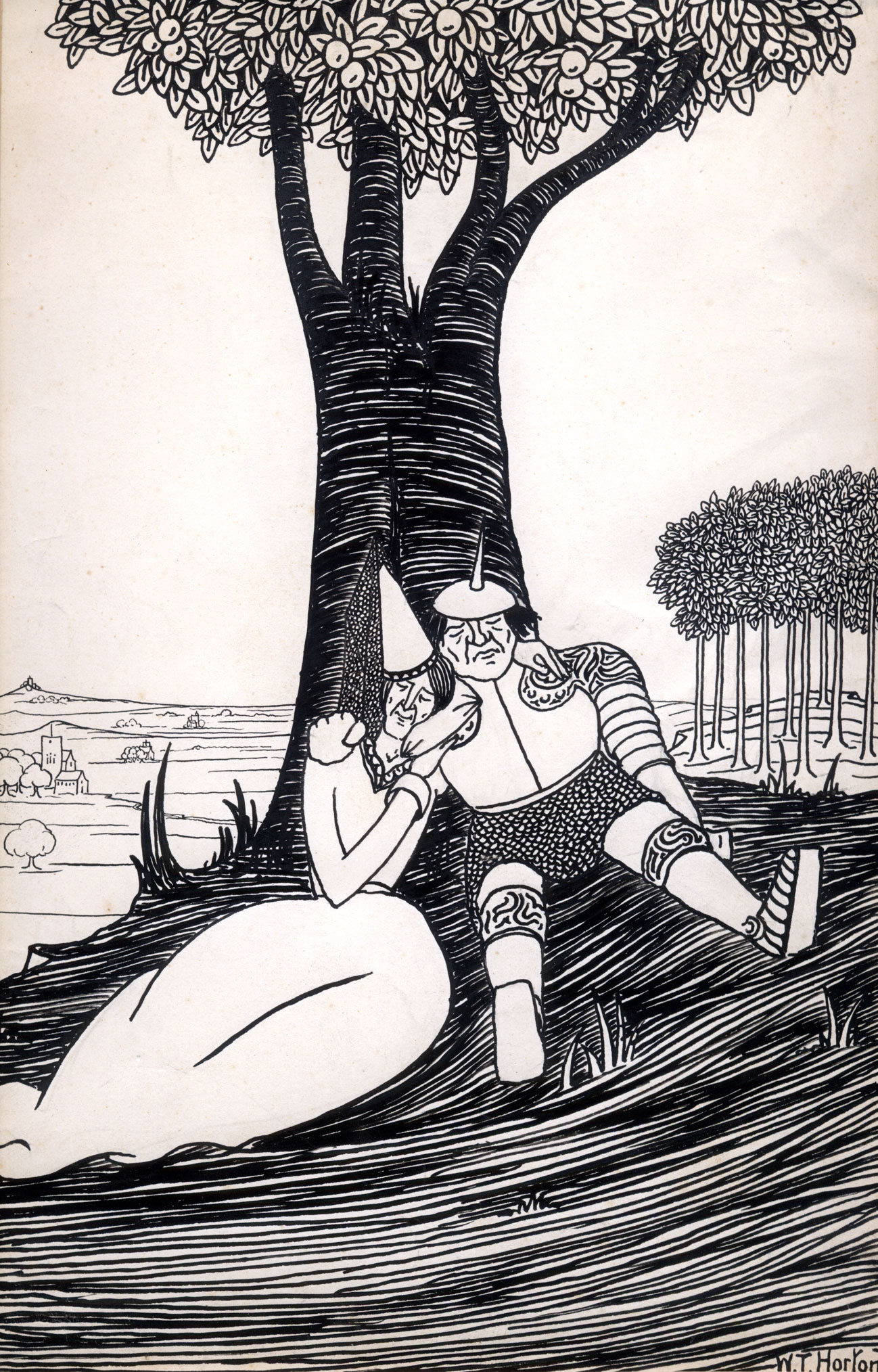
"Лес любви"
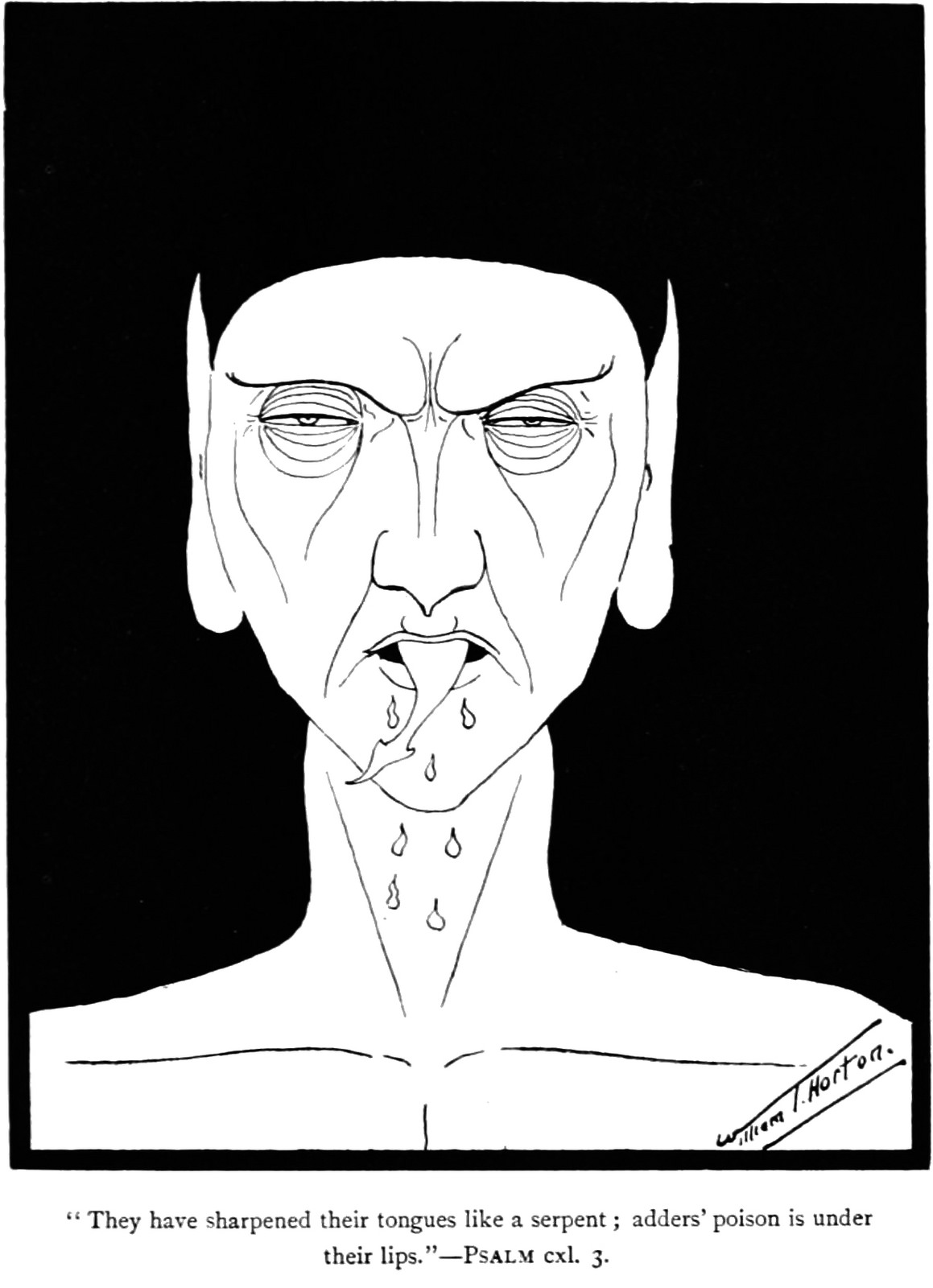
Из серии "Три видения"
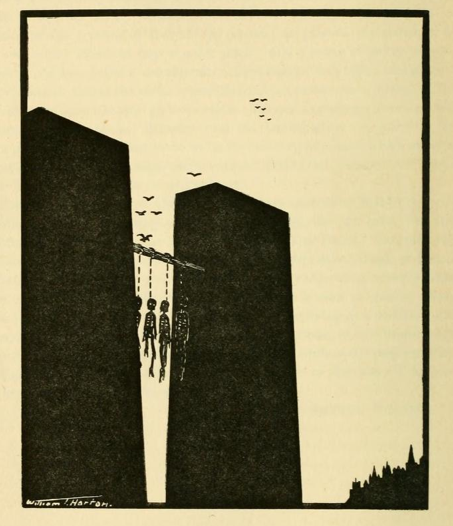
Иллюстрация к «Балладе о повешенных» Ф.Вийона (1896)
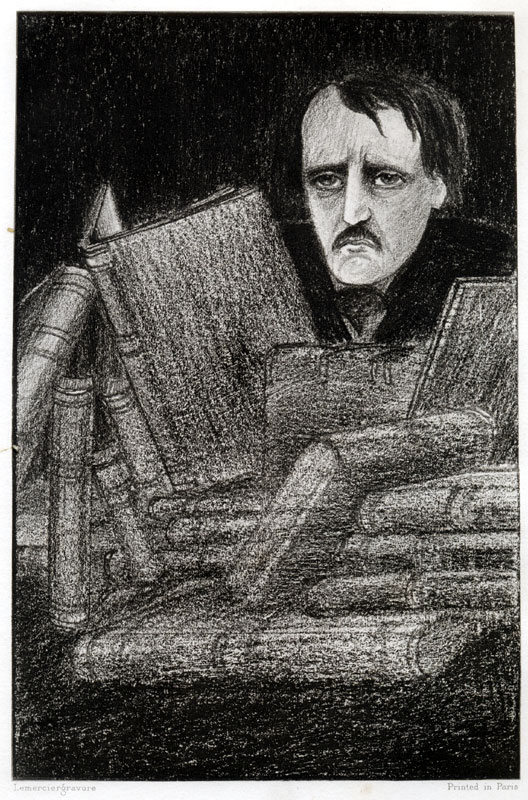
Иллюстрация к рассказу «Колодец и маятник» Эдгара А.По (1899)
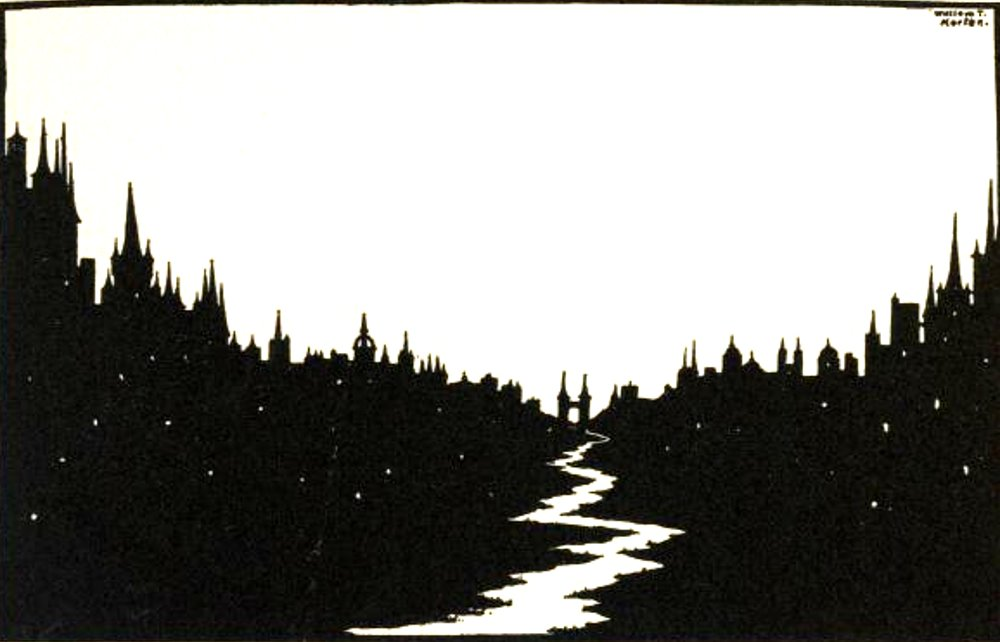
"Ноктюрн" (1898)
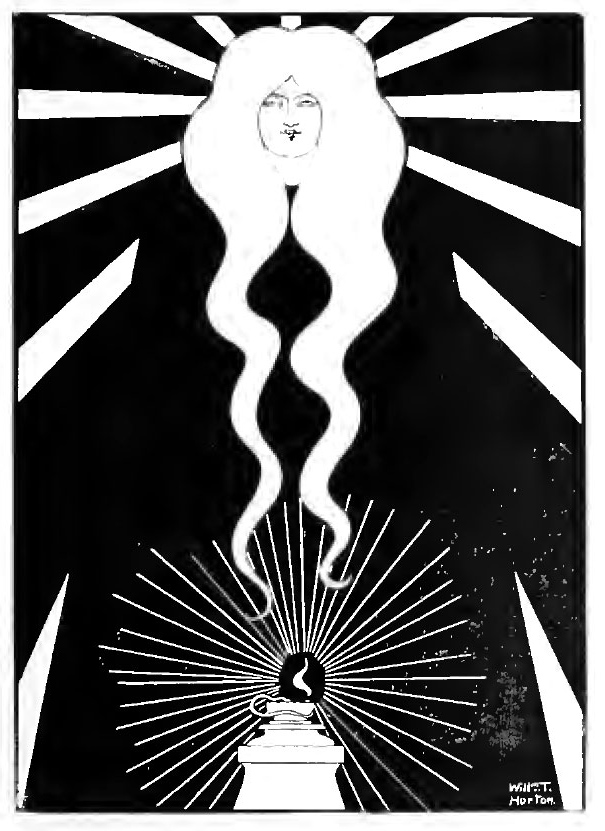
Постер (1900)
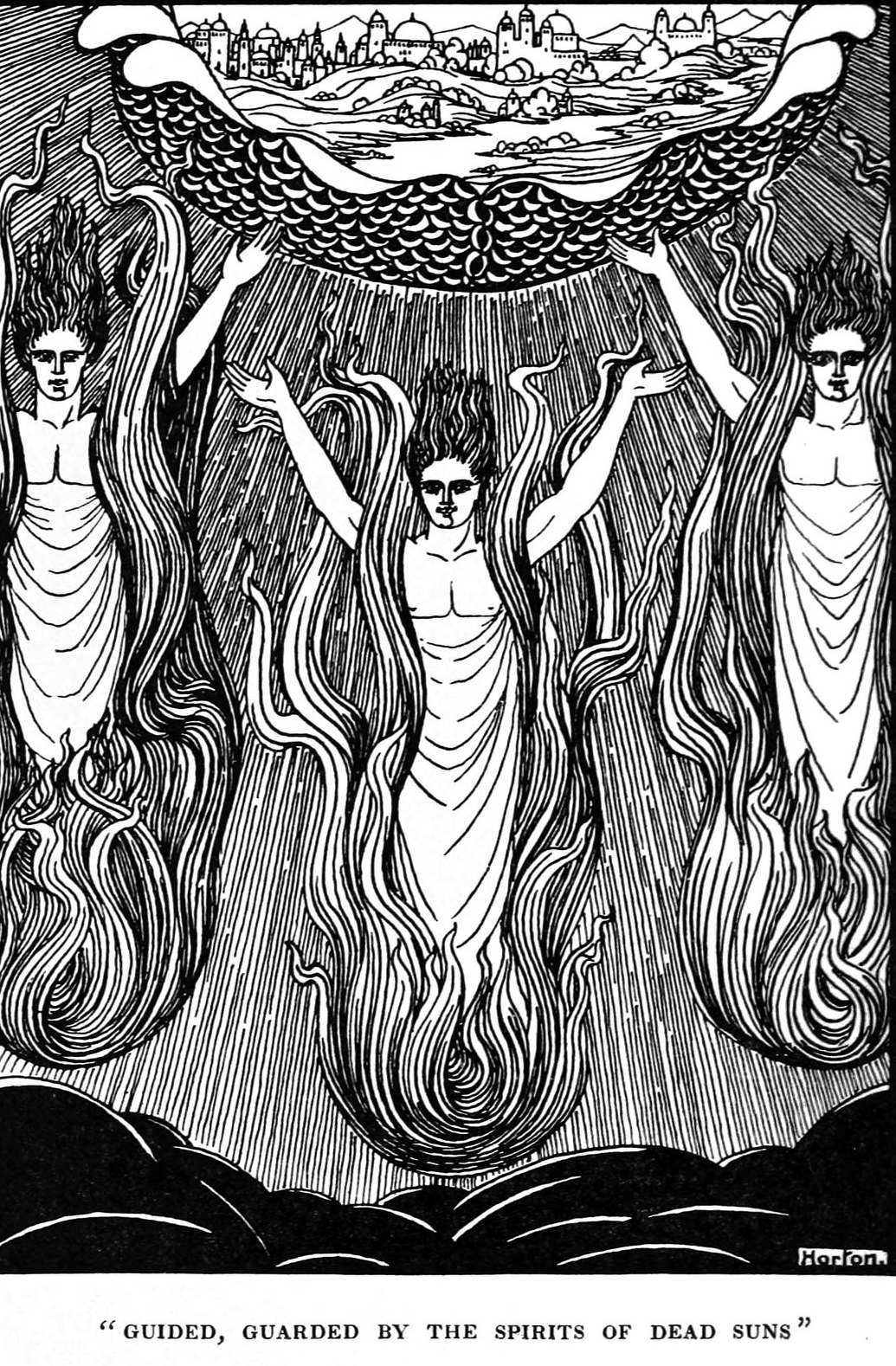
Иллюстрация к рассказу Генри Р.Хаггарда «Махатма и заяц» (1911)
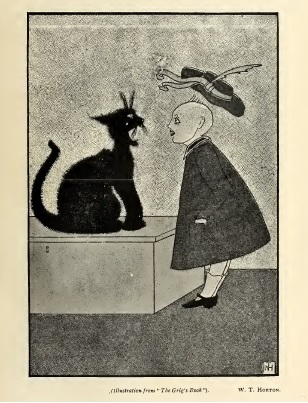
Постер (1900)
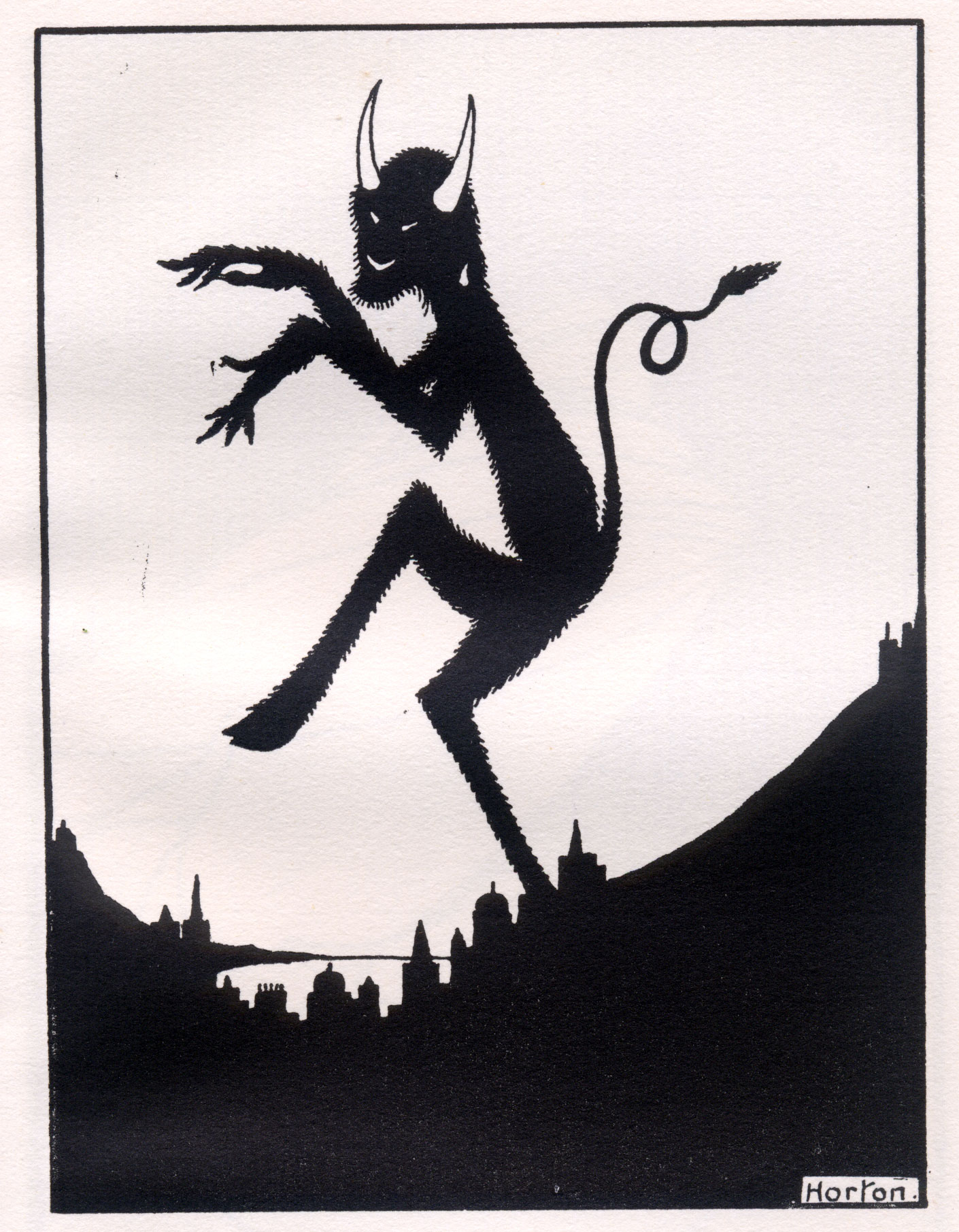
"Танцующий чертёнок" (1910)
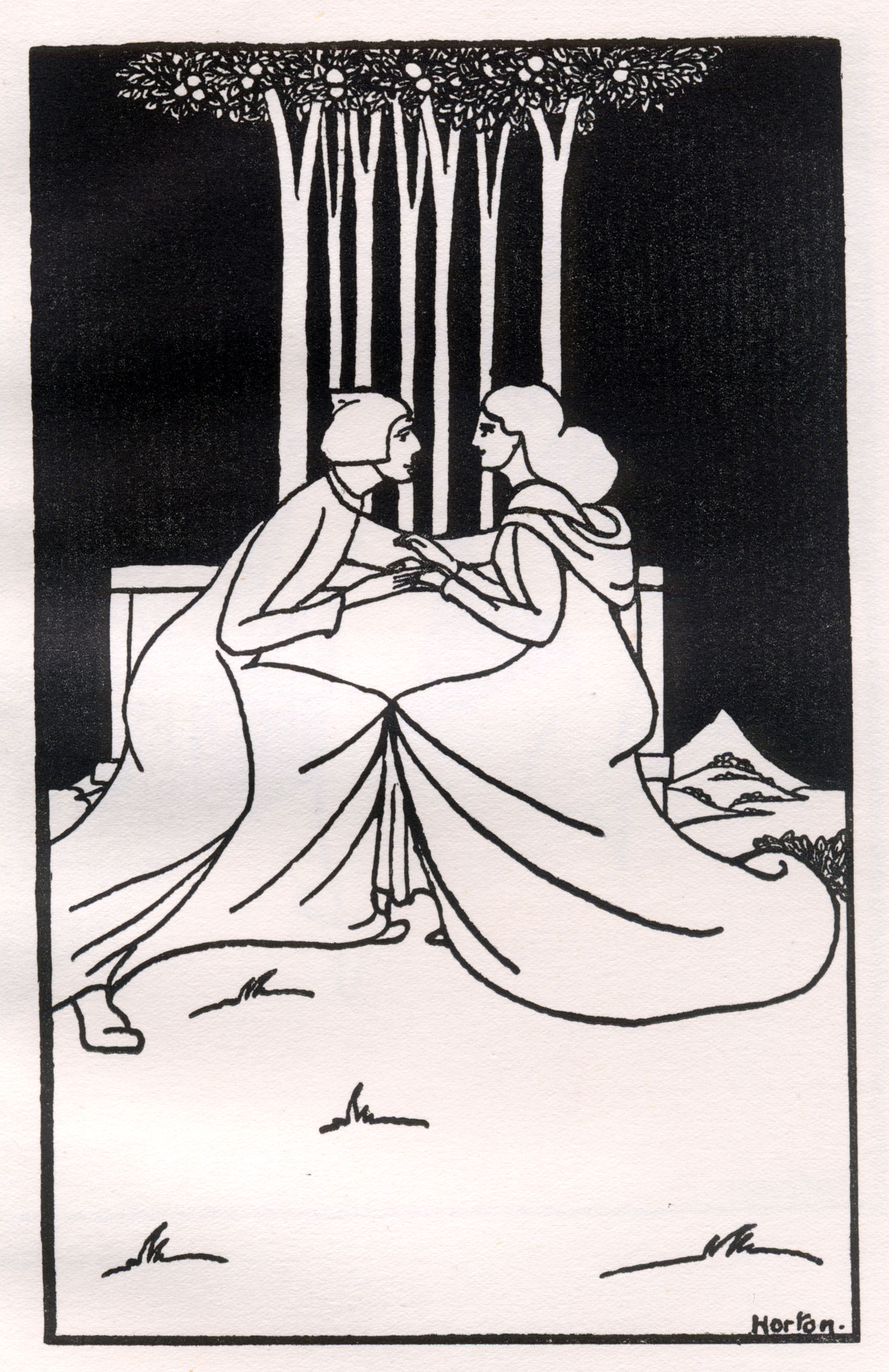
"Реминисценция" (Эми Локе и Уильям Хортон, 1910)